# Tapinanthus bangwensis
Tapinanthus bangwensis är en tvåhjärtbladig växtart som först beskrevs av Engl. & Krause, och fick sitt nu gällande namn av Danser. Tapinanthus bangwensis ingår i släktet Tapinanthus och familjen Loranthaceae. Inga underarter finns listade i Catalogue of Life.